# Kaori Matsumoto
Kaori Matsumoto (jap. 松本 薫 Matsumoto Kaori; ur. 11 września 1987 w Kanazawa, w prefekturze Ishikawa) – japońska judoczka, mistrzyni olimpijska i mistrzyni świata.
Największymi sukcesami zawodniczki są złoty medal igrzysk olimpijskich w Londynie oraz dwa złote medale mistrzostw świata  w kategorii do 57 kg (2010, 2015).
W 2010 roku zdobyła złoty medal igrzysk azjatyckich w Kantonie (w kategorii do 57 kilogramów).